# ألكسندر دوماس الابن
ألكسندر دوما الابن (بالفرنسية: Alexandre Dumas fils)‏ (بالفرنسية: [alɛksɑ̃dʁ dyma fis]؛ 27 يوليو 1824-27 نوفمبر 1895). هو روائي وكاتب مسرحي فرنسي. من أشهر أعماله الرواية الرومانسية غادة الكاميليا التي نُشرت سنة 1848 وتم تجسيدها في أوبرا جوزيبي فيردي تحت عنوان (La traviata, The Fallen Woman)، فضلاً عن العديد من الإنتاجات المسرحية والسينمائية، والتي غالباً ما تحمل عنوان «كاميليا» في إصدارات اللغة الإنجليزية.
ألكسندر دوما (الابن) هو الابن غير الشرعي لـ ألكسندر دوما (الأب) وهو أيضاً كاتب مسرحي وروائي لأشهر الأعمال الكلاسيكية مثل الفرسان الثلاثة. تم إلحاق ألكسندر دوما (الابن) في أكاديمية اللغة الفرنسية سنة 1874، كما نال وسام جوقة الشرف في العام 1894.

## نشأته

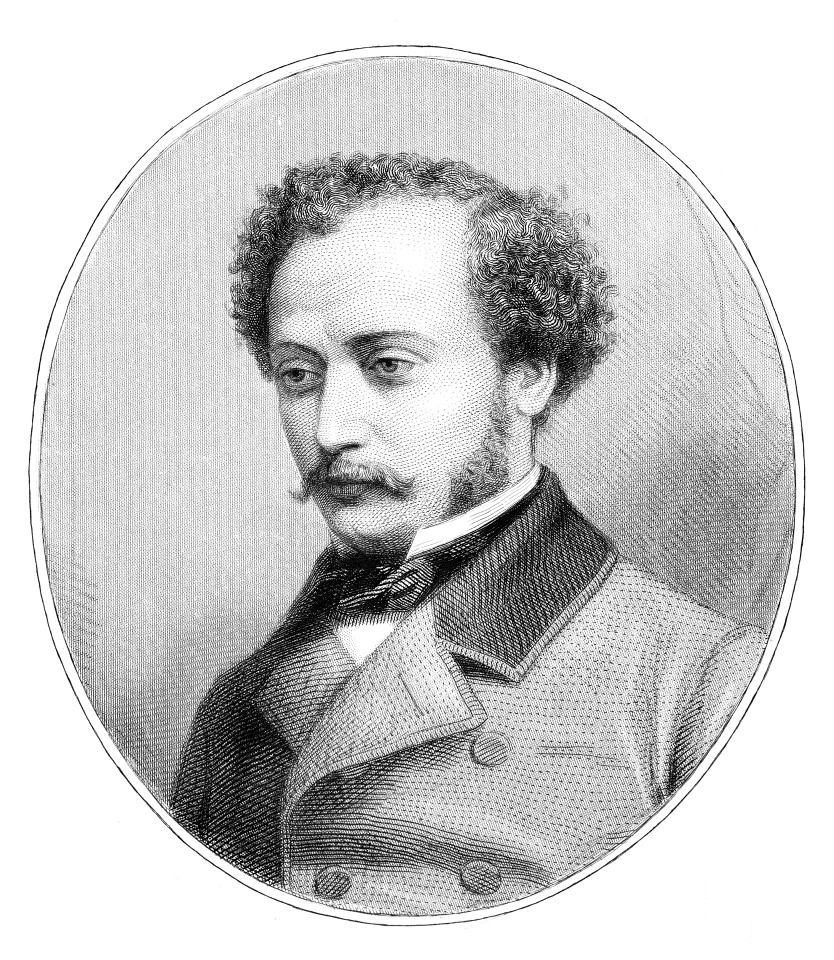
ألكسندر دوما (الابن) في شبابه.

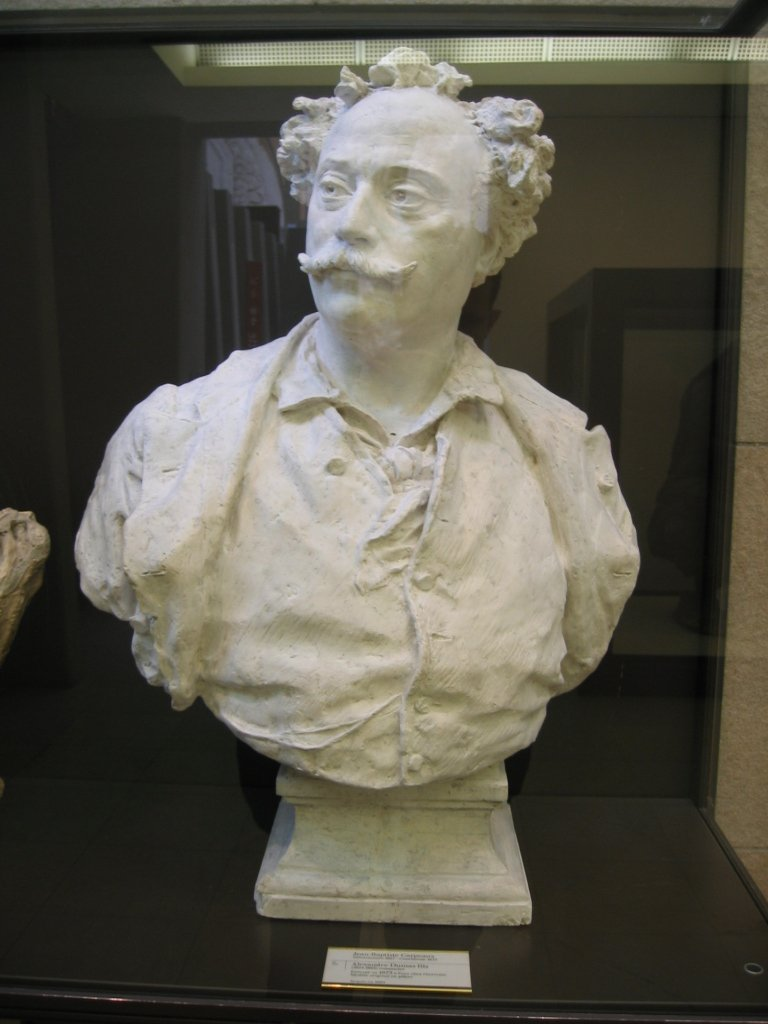
تمثال نصفي لألكسندر دوما (الابن) من عمل النحّات جان بابتيست كاربيوكس، متحف أورسيه.

ولد ألكسندر دوما (الابن) في باريس، فرنسا، وهو الابن غير الشرعي للروائي ألكسندر دوما ووالدته خيّاطة تُدعى ماري لور كاثرين لاباي (1794-1868). في عام 1831 اعترف به والده قانونياً وقام بالتأكد من توفير أفضل تعليم ممكن لدوما الشاب في المؤسسات التعليمية (Institution Goubaux) و (Collège Bourbon). في ذلك الوقت كان القانون يسمح أن يحظى الأب بحضانة الابن، وبالتالي قام دوما الأب بأخذ الابن من والدته. كان عذاب والدته مصدر إلهام دوما الابن لكتابة الشخصيات النسائية المأساوية. في جميع كتاباته تقريباً، أكد دوما الابن على الغرض الأخلاقي من الأدب؛ ففي مسرحيته الابن غير الشرعي (1858)، أكّد على وجوب اعتراف الآباء بأبنائهم غير الشرعيين وضرورة الزواج من والدة الطفل. كثيراً ما كان يتعرض للسخرية من قبل زملاؤه في المدارس الداخلية بسبب وضعه العائلي. كان لهذه الأمور تأثيراً عميقاً على أفكاره وسلوكه وكتاباته.
دوما الابن هو الحفيد من جهة الأب لألكسندر أنطوان ديفي دي لا باليتيري وهو أحد النبلاء الفرنسيين ومُفوض عام في مدفعية المستعمرة الفرنسية سانت دومينيك (حالياً: هايتي) وجدته الكبرى ماري سيسيت دوما التي كانت من الرقيق وتنحدر جذورها من أفريقيا.
في عام 1844، انتقل دوما الابن إلى بلدية سن جرمن آن له للإقامة مع والده. التقى هناك بماري دوبلسيس، وهي مومس شابة أصبحت في وقت لاحق مصدر إلهام لشخصية مارغريت غوتييه في روايته الرومانسية غادة الكاميليا. تم تجسيد الرواية في مسرحية، وكانت تحمل عنوان «كاميليا» في اللغة الإنجليزية وفي العام 1853 أصبحت الأساس لأوبرا جوزيبي فيردي (La traviata, Duplessis. The Fallen Woman) وتم لاحقاً تغيير عنوانها إلى (Violetta Valéry).
بدأت تلك المسرحية حياة دوما الابن المهنية في المسرح حيث حققت نجاحاً كبيراً على الرغم من اعترافه بأنه اضطر إلى السماح بتجسيد الرواية في مسرحية بسبب حاجته إلى المال. أصبح دوما الابن أشهر من والده خلال حياته، كما سيطر على المرحلة الفرنسية الأهم لمعظم النصف الثاني من القرن التاسع عشر. بعد ذلك، تخلى دوما الابن عملياً عن كتابة الروايات على الرغم من أن سيرته الذاتية (L'Affaire Clemenceau) التي تم نشرها سنة 1867 حققت نجاحاً قوياً.
في موسكو وتحديداً بتاريخ 31 ديسمبر 1864، تزوج دوما الابن من نادزدا فون نورينغ (1826-أبريل 1895) وهي ابنة يوهان رينهولد فون نورينغ وأرملة ألكسندر غريغوريفيش ناريشكين. كان للزوجين ابنتان: 
- ماري ألكساندرين هنرييت دوما (مواليد 20 نوفمبر 1860) تزوجت موريس ليبمان وللزوجين ولدان هما سيرج نابليون ليبمان (1886-1975) وأوغست ألكسندر ليبمان (1881-1960).
- جانين دوما (3 مايو 1867-1943) تزوجت إرنست ليكورت دي هوتريف (1864-1957) وهو ابن جورج ليكورت دي هوتريف وزوجته ليونتين دي ليوس.

بعد وفاة نادزدا، عقد دوما قرانه على هنرييت رينييه دي لا بريير (1851-1934) في يونيو 1895 دون أن ينجبوا أبناء. وفي عام 1874 تم قبوله في أكاديمية اللغة الفرنسية كما حصل على وسام جوقة الشرف سنة 1894.
تُوفي دوما الابن بتاريخ 27 نوفمبر 1895 في بلدية مارلي-لي-روي بإقليم الإيفلين وتم دفن جثمانه في مقبرة مونمارتر، باريس. ربما من قبيل المصادفة، إلا أن قبره يقع على بعد 100 متر فقط من قبر ماري دوبلسيس.

## أعماله

### رواياته
- مغامرات أربع نساء وببغاء (1847) Aventures de quatre femmes et d’un perroquet.
- سيزارين (1848) Césarine.
- غادة الكاميليا (1848) La Dame aux camélias.
- الطبيب سيرفان (1849) Le Docteur Servan.
- أنطونين (1849) Antonine.
- رومان امرأة (1849) Le Roman d’une femme.
- الاستراحات الأربعة (1849-1951) Les Quatre Restaurations. سلسلة روايات تاريخية نُشرت في صحيفة (La Gazette de France) تحت العناوين التالية: تريستان لي رو (Tristan le Roux)، هنري دي نافار (Henri de Navarre)، ذي فروندس (Les Deux Frondes).
- تريستان لي رو (1850) Tristan le Roux.
- ثلاثة رجال أقوياء (1850) Trois Hommes forts.
- تاريخ يانصيب السبائك الذهبية (1851) Histoire de la loterie du lingot d'or.
- ديان دي ليس (1851) Diane de Lys.
- ذي ريجنت موستيل (1852) Le Régent Mustel.
- مسابقات وقصص قصيرة (1853) Contes et Nouvelles.
- سيدة اللؤلؤ (1854) La Dame aux perles.
- قضية كليمنسيو، ذاكرة المتهمين (1866) L'Affaire Clemenceau, Mémoire de l'accusé، مع رسوم توضيحية من إعداد ألبرت بزنارد.
- الرجل المرأة (1872) L'Homme-femme.

### أوبرا
- لا ترافياتا أو المرأة الساقطة (1848) La traviata, The Fallen Woman، عمل أوبرالي لــ جوزيبي فيردي مبني على غادة الكاميليا.

### مسرحياته
- أتالا (1848) Atala.
- غادة الكاميليا (1852) The Lady of the Camellias.
- ديان دي ليس (1853) Diane de Lys.
- جوهرة الملكة (1855) Le Bijou de la reine.
- نصف العالم (1855) Le Demi-monde.
- مسألة المال (1857) La Question d'argent.
- الابن غير الشرعي (1858) Le Fils naturel, The Illegitimate Son.
- الأب الضال (1859) Un Père prodigue.
- زفاف في القبعة (1859) Un Mariage dans un chapeau.
- صديق المرأة (1864) L'Ami des femmes.
- عذاب امرأة (1865) Le Supplice d'une femme.
- هيلويز بارانكيت (1866) Héloïse Paranquet.
- أفكار مدام أوبراي (1867) Les Idées de Madame Aubray.
- فيليول دي بومبيغناك (1869) Le Filleul de Pompignac.
- شهر العسل (1871) Une Visite de noces.
- الأميرة جورج (1871) La Princesse Georges.
- امرأة كلود (1873) La Femme de Claude.
- السيد ألفونس (1873) Monsieur Alphonse.
- الغريب (1876) L'Étrangère.
- دانيشيف (1876) Les Danicheff.
- الكونتيسة روماني (1876) La Comtesse Romani.
- أميرة بغداد (1881) La Princesse de Bagdad.
- دينيس (1885) Denise.
- فرانسيلون (1887) Francillon.
- طريق طيبة (عمل غير مكتمل) La Route de Thèbes.

## وصلات خارجية
- ألكسندر دوما (الابن) على موقع IMDb (الإنجليزية)
- ألكسندر دوما (الابن) على موقع الموسوعة البريطانية (الإنجليزية)
- ألكسندر دوما (الابن) على موقع ألو سيني (الفرنسية)
- ألكسندر دوما (الابن) على موقع أول موفي (الإنجليزية)
- ألكسندر دوما (الابن) على موقع قاعدة بيانات برودواي على الإنترنت (الإنجليزية)
- ألكسندر دوما (الابن) على موقع قاعدة بيانات الأفلام السويدية (السويدية)
- ألكسندر دوما (الابن) على موقع إن إن دي بي (الإنجليزية)
- ألكسندر دوما (الابن) على موقع ديسكوغز (الإنجليزية)
- ألكسندر دوما (الابن) على موقع قاعدة بيانات الفيلم (الإنجليزية)
- ألكسندر دوما (الابن) على موقع كينوبويسك (الروسية)

- أعمال بقلم ألكسندر دوما (الابن) (متوفر في مشروع غوتنبرغ).
- أعمال بقلم ألكسندر دوما (الابن) أو أعمال عنه (متوفر في أرشيف الإنترنت).
- أعمال بقلم ألكسندر دوما (الابن) (متوفر في السجل العام للمكتبة الصوتية ليبري فوكس).